# Rödern (Ebersbach)
Rödern ist ein Ortsteil von Ebersbach in Sachsen, nordwestlich von Dresden.

## Geschichte
1262 war die erste urkundliche Erwähnung; Bischof Albert zu Meißen als Lehnsherr und Bischof Dietrich von Naumburg bestätigen und beurkunden den Verkauf von vier Hufen an der Elbe bei Riesa durch Ritter Wiknand von Hirschstein an den Dompropst Siegfried von Meißen und die „Gegengabe“ von vier Hufen bei Wurzen. Unter den Zeugen wird ein Ritter „Albertu de Redere“ (Albert von Rödern) genannt. Die Urkunde ist auf den 7. Mai 1262 datiert. 1313 hat der „Dominus Heinemanus de Rederin“ (Heinemann von Rödern) den Ort als Lehen erhalten.
1320 wird ein „Dominus Johannes de Rederin“ canonicus Misn. (Kanoniker von Meißen) als Lehnsherr genannt. 1350 ist östlich vom bischöflichen Rödern ein markgräfliches Rödern entstanden. Die Urkunden unterscheiden nun das bischöfliche „Nidern Redern“ und das markgräfliche „Obir Redern“. 1413 wurde das Schloss Rödern als Gesamtlehn der Familie von Bünau zu Weesenstein übereignet.
Da Rödern an der Salzstraße Halle-Böhmen lag, erhielt das Rittergut das Recht, Brückenzoll zu erheben.
1459 erhielt Margarethe von Rechenberg von Kurfürst Friedrich dem Sanftmütigen „den halben Zcoll daselbst“, der vormals zum „Ruhehof gehört had“. 1464 übernahm Johnann Georg Freiherr von Rechenberg die Güter, 1465 bestätigte Kurfürst Ernst von Sachsen das Lehen. 1512 beauftragte Kurfürst Georg der Bärtige Jan von Schleinitz zu Rödern, der den Salzzoll zu Lehen in Verschreibung hatte, die Salzfuhrleute, „dye von Hayne kommen und fürdere in oder durch dye Sechstette, in Slezien oder Bischtumb (hier böhmische Besitzungen – Schluckenau) fahren wollen, aber die rechten Gleise oder Straßen nicht nehmen, wider wibzutreyben und mit komer zu behefften“, damit der Zoll nicht geschädigt wird. (komer svgl. „Kummer“ – mhd. „Bedrängnis, Beschlagnahme, Verhaftung“)
1638 erfolgte die Subhastation (Zwangsversteigerung) des Rittergutes. Der Stallmeister Reinhard von Taube erhält den Zuschlag (bleibt Familienbesitz bis 1777). 1741 heiratete die jüngste Tochter von Müller Caspar Rudolph, Maria-Elisabeth, den Müller George Bienert. Am 21. Februar 1741 kaufte Johann George Bienert die Mühle, womit der Beginn der „Bienert-Müller-Dynastie“ verbunden ist, die als Unternehmer und Mäzene im 19. und 20. Jahrhundert vor allem für den kleinen Ort Plauen und die Stadt Dresden bedeutend wurde.

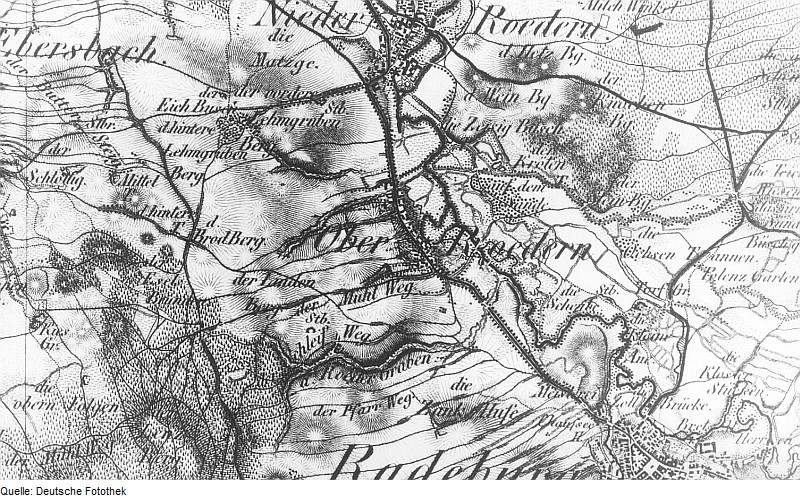
Rödern auf einer Karte von 1843

1777 erstand der Fürst zu Reuß (ältere Linie zu Greiz und Stolberg-Roßla) die Güter Radeburg und Rödern aus den Händen der Taube-Erben. Die zu Reuß behalten diese bis zur Bodenreform 1946. Am 16. Januar 1804 verkaufte der letzte Rödernsche Bienert-Müller, Johann-Traugott Bienert, die Mühle Oberrödern für 3000 Taler, um in Eschdorf eine Mühle zu erwerben. In dieser Mühle wird Gottlieb Traugott Bienert geboren.
1912 erwarb die Brüderanstalt Moritzburg den „Röderhof“ (urspr. „Rouwenhof“?) – ein ca. 90 Scheffel großes Bauerngut, welches innerlich umgebaut und durch Neubauten vergrößert eine landwirtschaftliche Station für 52 konfirmierte Fürsorgezöglinge darstellte, und kaufte im Jahre 1912 „noch ein zweites Gut von 72 Scheffel Größe“ – die ehemalige Niedermühle – „dessen Gebäude als Handwerkerhaus eingerichtet, für 24–30 konfirmierte Zöglinge Raum bieten wird, während wir das landwirtschaftliche Areal zum Röderhofe schlagen“.
Rödern sollte 1945 auf Befehl der SS geräumt werden. Die meisten Einwohner sahen diese Evakuierung als sinnlos an. Nur wenige verließen den Ort. Bomben fielen in Rödern nicht. Oberrödern hatte durch Beschuss zu leiden. An den Gebäuden entstanden Schäden.

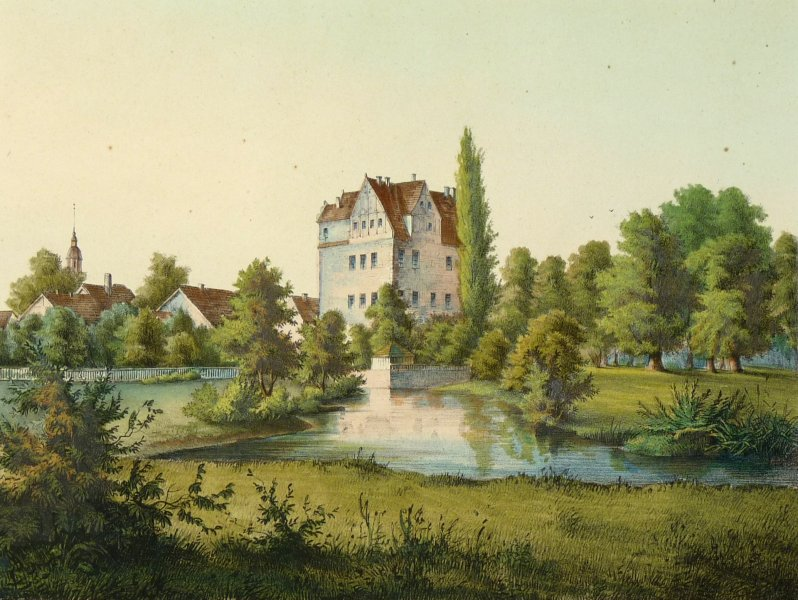
Schloss Niederrödern 1856

Ab 28. Juli 1945 stand das Rittergut zu Niederrödern unter russischer Militärverwaltung, einschließlich der Landwirtschaft. Die Forstwirtschaft war nicht in russische Verwaltung übergegangen und blieb zunächst unbeachtet. Am 12. Oktober 1945 wurden die enteignete Rittergutsbesitzerin, die Fürstin Ida von Bünau zu Stolberg-Roßla, und der Rittergutspächter mit ihren Familien gezwungen, das Rittergut binnen 24 Stunden zu verlassen. Es wurde befohlen, dass alle Männer, Frauen und Kinder unter Polizeibewachung in einem Sammellager im Bergkeller Zschieschen bei Großenhain untergebracht werden. Am 16. Oktober 1945 wurde das Rittergut durch die Bezirks- und Ortsbodenkommission aufgeteilt und an Neusiedler Wohnraum vergeben – „außer Schloß und Schloßanbau nebst Schloßgarten“.  Am 12. Dezember 1945 wurden 81 ha des Ritterguts-Forstes zur Rodung freigegeben. „Dieser Wald ist sofort an die dortigen Bewerber aufzuteilen, so daß jeder Bauer weiß, welcher Wald sein Eigentum ist.“
Am 1. März 1946 wurde im Zuge der Bodenreform und nach Abzug der sowjetischen Verwaltung das zum Rittergut gehörende Land an 11 Umsiedler aufgeteilt. 1948 erfolgte der Abbruch und Umbau des Schlosses, eine Krankenstube wurde eingerichtet. Eine Kassettendecke aus der Zeit der Renaissance wurde an das Rittergut Obergöltzsch im vogtländischen Rodewisch abgegeben und eingebaut. Am 1. Juli 1950 kam es zum Zusammenschluss der Gemeinden Oberrödern und Niederrödern zu Rödern. 1960 ist Rödern „vollgenossenschaftlich“.
Das Wasserwerk Rödern wurde am 9. Oktober 1987 in Betrieb genommen. Kosten: 76 Mio. Mark. Es lieferte zunächst 6000 m³ Wasser pro Tag nach Coswig und Weinböhla, ab 1989 sollen es 35.000 m³ sein – ökologische Konsequenz: Der Vierteich trocknet aus. Am 1. Januar 1994 erfolgte der Zusammenschluss der Gemeinden Bieberach, Ebersbach, Freitelsdorf-Cunnersdorf, Kalkreuth und Rödern zur Gemeinde Ebersbach.
2001 wurde die Produktionsschule Moritzburg GmbH gegründet und nahm ihre Tätigkeit in der Niedermühle auf.
Anfang 2001 begann die Sanierung der Niedermühle, die sich in einem sehr schlechten Zustand befand. Im Jahre 2003 war die Sanierung weitgehend abgeschlossen. 2002 nahm der Biohof, ein Projekt der Produktionsschule Moritzburg, seine Arbeit auf.

## Sehenswürdigkeiten

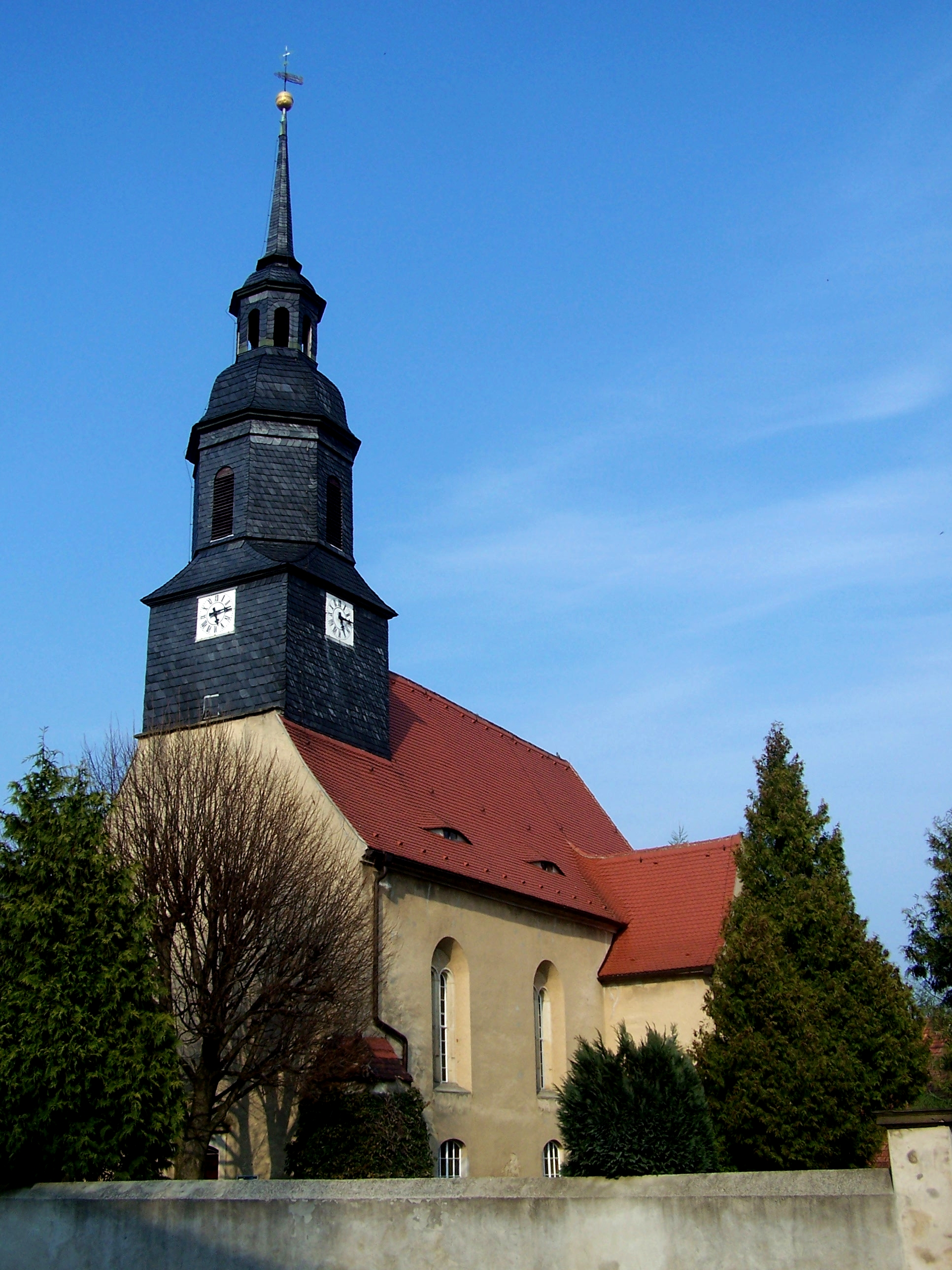
Kirche Niederrödern

- Röderaue (LSG „Kienheide und Mittlere Röderaue“)
- Rödernsche Heide
- zahlreiche Flächennaturdenkmale
- Kirche Niederrödern aus dem Jahr 1651
- Niedermühle mit Biohof
- ehemaliger Jugendwerkhof „Lilo Herrmann“

## Tourismus
- Regionaler Wanderweg „Mittlere Röderaue“ Radeburg - Großenhain - Gröditz (durch das LSG Mittlere Röderaue und Kienheide)
- Heidebogen-Rundweg (Radwanderweg)
- Mühlenrundweg (Radwanderweg)
- Röderradroute